# Clementon
Clementon é um distrito localizado no estado americano de Nova Jérsei, no Condado de Camden.

## Demografia
Segundo o censo americano de 2000, a sua população era de 4986 habitantes.
Em 2006, foi estimada uma população de 4922, um decréscimo de 64 (-1.3%).

## Geografia
De acordo com o United States Census Bureau tem uma área de
5,0 km², dos quais 4,9 km² cobertos por terra e 0,1 km² cobertos por água. Clementon localiza-se a aproximadamente 48 m acima do nível do mar.

## Localidades na vizinhança
O diagrama seguinte representa as localidades num raio de 4 km ao redor de Clementon.